# Pentacros margaritatus
Pentacros margaritatus is een hooiwagen uit de familie Podoctidae.